# کلودیو کانیگیا
کلودیو کانیخیا (اسپانیایی: Claudio Caniggia‎؛ زادهٔ ۹ ژانویهٔ ۱۹۶۷) یک بازیکن فوتبال اهل آرژانتین است.

از القاب او می‌توان پسر باد را نام برد. 

## تیم ملی
وی همچنین برای تیم ملی فوتبال آرژانتین بازی کرده‌است. او در جام جهانی ۱۹۹۴ آمریکا در بازی مقابل نیجریه که آخرین بازی مارادونا در جام‌های جهانی محسوب می شد، توانست گل هزار و پانصدم تاریخ جام‌های جهانی را به نام خود ثبت کند. شمارهٔ او در تیم ملی فوتبال آرژانتین  در جام‌جهانی ۱۹۹۰ و جام جهانی ۱۹۹۴ به ترتیب ۸ و ۷ بوده‌است.